# Feira Nova (Pernambuco)
Feira Nova is een gemeente in de Braziliaanse deelstaat Pernambuco. De gemeente telt 20.052 inwoners (schatting 2009).
De gemeente grenst aan Limoeiro, Glória do Goitá, Passira en Lagoa de Itaenga.